# Releul de radio-televiziune Herăstrău
Releul de radio-televiziune Herăstrău este o unitate de difuzare a undelor medii, FM și TV din București. Transmițătorul Herăstrău folosește o antenă în T de 159 de metri lungime ca antenă de transmisie pentru emițătorul de undă medie, care funcționează la 603 kHz cu 25 kW, care este întinsă între un catarg din oțel înclinat și o înălțime de 107 metri, de oțel independentă. Emite programul Radio Satelor. 
Transmițătoarele FM și TV folosesc antene pe partea de sus a turnului de oțel de sine stătător. Următoarele programe radio FM sunt difuzate:
| Program                       | Frecvență | Puterea de transmisie |
| ----------------------------- | --------- | --------------------- |
| Digi FM                       | 97,9 MHz  | 3 kW                  |
| SRR București FM              | 98,3 MHz  | 100 kW                |
| SRR Radio România Cultural    | 101,3 MHz | 100 kW                |
| SRR Radio România Muzical     | 104,8 MHz | 5 kW                  |
| SRR Radio România Actualități | 105,3 MHz | 100 kW                |